# Gerard Croiset

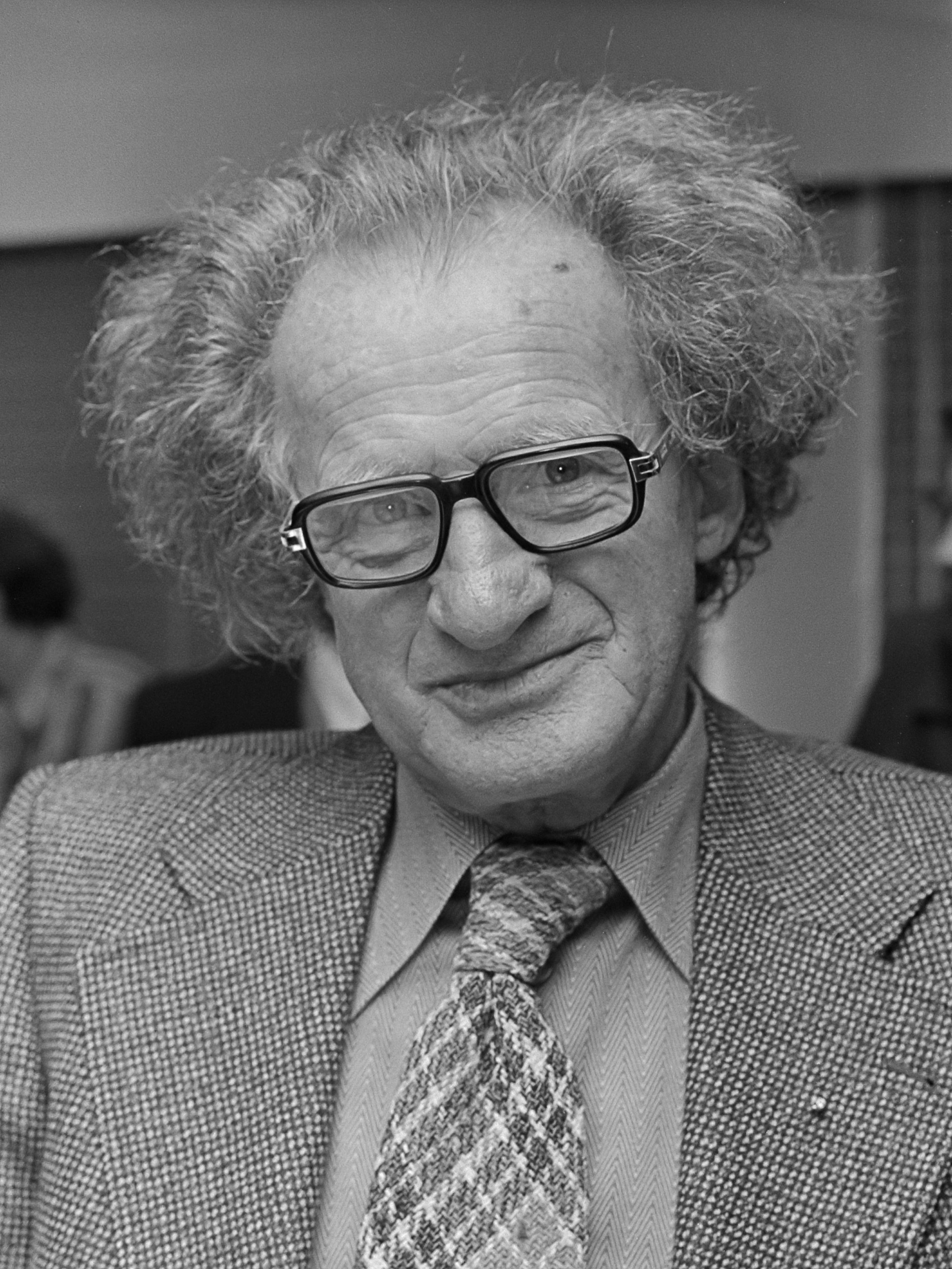
Gerard Croiset 1976

Gerard Croiset, eigentlich Gerard Boekbinder, (* 10. März 1909 in Laren (Noord-Holland), Holland; † 20. Juli 1980) war ein niederländischer Parapsychologe und angeblicher Hellseher.
1977 wurde Croiset, der zu dem Zeitpunkt als einer der europaweit bekanntesten Hellseher galt, von zwei deutschen Sonderermittlern in Utrecht aufgesucht, um bei der Suche nach dem entführten Hanns Martin Schleyer zu helfen.
Die Verbrechensaufklärung bzw. die Suche nach vermissten Personen war das Spezialgebiet von Gerard Croiset. In den Niederlanden wurde er mehrfach von der Polizei zu Rate gezogen, um beim Auffinden vermisster Personen behilflich zu sein. Seine Erfolge dabei wurden unterschiedlich beurteilt. Da nie die gesuchte Person selbst, sondern nur Gegenstände, die im Zusammenhang mit ihr standen, gefunden wurden, sprachen Skeptiker von Zufallsfunden beliebiger Gegenstände.
Bekannt wurde Croiset in Deutschland vor allem durch das sogenannte Platz-Experiment, das die Parapsychologen Hans Bender und W.H.C. Tenhaeff im Juni 1953 mit ihm durchführten.